# Fade to Black (film, 2004)
 (juin 2020).
Si vous disposez d'ouvrages ou d'articles de référence ou si vous connaissez des sites web de qualité traitant du thème abordé ici, merci de compléter l'article en donnant les références utiles à sa vérifiabilité et en les liant à la section « Notes et références ».
Cet article concerne le film de Pat Paulson et Michael John Warren. Pour le film d'Oliver Parker, voir Fade to Black.
Pour les articles homonymes, voir Fade to Black.
Pour plus de détails, voir Fiche technique et Distribution.
Fade To Black est un film documentaire américain sorti en 2004 retraçant un concert mémorable du rappeur Jay-Z enregistré en novembre 2003 au Madison Square Garden à New York, États-Unis ainsi que l'enregistrement de son Black Album.

## Synopsis
Le rappeur Jay-Z annonce qu'il prend sa retraite. Ce film retrace l'enregistrement de son dernier opus (à l'époque), The Black Album. Il s'entoure de ses collaborateurs habituels (Kanye West, Timbaland, Just Blaze, Pharrell Williams). En parallèle, on voit des images de son concert d'adieux au célèbre Madison Square Garden de sa ville natale New York où étaient présents de très nombreuses célébrités sur rap et du R&B.

## Fiche technique
- Réalisation : Patrick Paulson et Michael John Warren
- Photographie : Jonathan Boehr et Theron Smith
- Montage : Jim Helton, Jonah Moran, Ron Patane, Michael John Warren, Adam "Zuk" Zuckerman
- Décors : Gary Westcott
- Mixage son : Corey Gibson
- Production : Robert Ezrin, Rich Kleiman, Zennia M. Barahona et Justin Wilkes

Coproducteurs : Randy Acker et Rick Mordecon
Producteurs délégués : Jay-Z, Jon Kamen, John Meneilly et Frank Scherma
- Production : Radical Media, Roc-A-Fella Records et Marcy Projects
- Distribution DVD : Paramount Classics
- Musique : The Roots
- Pays de production :  États-Unis
- Langue de tournage : anglais
- Genre : documentaire musical
- Durée : 105 minutes
- Date de sortie :
  - États-Unis : 5 novembre 2004

## Distribution (dans leur propre rôle)
- Jay-Z
- Beyoncé Knowles
- Mary J. Blige
- R. Kelly
- Foxy Brown
- Common
- Ghostface Killah
- Rick Rubin
- Mike D des Beastie Boys
- Missy Elliott
- Funkmaster Flex
- Timbaland
- Kanye West
- Slick Rick
- P. Diddy
- Q-Tip
- Damon Dash
- Twista
- Memphis Bleek
- Young Guru (l'ingénieur son de Jay-Z depuis des années)
- Just Blaze
- Freeway
- Young Gunz
- Pharrell Williams
- Beanie Sigel
- Usher
- ?uestlove & The Illadelphonics (orchestre)
- Michael Buffer (il introduit le concert / c'est l'un des speakers les plus célèbres / on a déjà pu le voir dans Les Nuits de Harlem ou Rocky Balboa)

## Contenu
- Introduction
- Présentation du concert par Michael Buffer
- What More Can I Say
- Public Service Announcement
- Izzo (H.O.V.A.) (feat. Jaguar Wright)
- Knee Deep
- Nigga What, Nigga Who
- It's Hot
- Big Pimpin'
- Like A Pimp
- Dirt Off Your Shoulder (sessions d'enregistrement en studio)
- Hard Knock Life
- Hommage à The Notorious B.I.G. & 2Pac (Hypnotize / Hail Mary / Ambitionz Az A Ridah/ Mo Money, Mo Problems)
- You Me Him Her (feat. Beanie Sigel & Memphis Bleek)
- What We Do (feat. Beanie Sigel & Freeway)
- Roc The Mic (interprété par Beanie Sigel & Freeway)
- Is That Yo Chick (feat. Missy Elliott, Twista & Memphis Bleek)
- Pop Pop The Burner
- 99 Problems (sessions d'enregistrement en studio)
- Crazy in Love (avec Beyoncé)
- Baby Boy (interprété par Beyoncé)
- Summertime (interprété par Beyoncé & Ghostface Killah)
- December 4th (sessions d'enregistrement en studio)
- Dead Presidents II
- Where I'm From
- Ain't No Nigga (feat. Foxy Brown & Jaguar Wright)
- Funky Worm (sample)
- Lucifer (sessions d'enregistrement en studio)
- Can't Knock The Hustle (feat. Mary J. Blige)
- Song Cry (feat. Mary J. Blige)
- Me & My Bitch
- I Need Love
- Best Of Both Worlds (avec R. Kelly)
- Take You Home With Me a.k.a. Body (avec R. Kelly)
- Allure (sessions d'enregistrement en studio)
- I Just Wanna Love U (feat. Pharrell)
- Encore
- December 4th